# Маеста деј Салди (Маса-Карара)
Маеста деј Салди је насеље у Италији у округу Маса-Карара, региону Тоскана.
Према процени из 2011. у насељу је живело 27 становника. Насеље се налази на надморској висини од 287 м.